# Netværksneutralitet
 Ikke at forveksle med Neuralt netværk.
Netværksneutralitet (NN) (en: network/net neutrality), et udtryk som fremkom i USA i begyndelsen af år 2000, er et princip som er tilknyttet bredbånds-netværk, samt potentielle netværk baseret på fiber-teknologi etc.
Et neutralt netværk har ingen restriktioner med mulighed for tilknytning af forskellig slags udstyr og kommunikationstyper. Der er heller ingen diskrimination imellem datatyper, mellem typer af information eller mellem forskellige slags websider eller services.

## Definition på netværksneutralitet
The Federal Communications Commission, (USA) har udarbejdet fire principper som skal "opmuntre til udbygning af bredbåndsnettet og varetage og promovere det offentlige internets åbne og sammenkoblede natur".
Brugerne har ret til at:
- tilgå internetindhold efter eget valg
- benytte applikationer og tjenester efter eget valg
- koble sig til netvirksomheder og -teminaler efter eget valg
- udnytte konkurrencen mellem net-, applikations-, tjeneste- og indholdsleverandører

Disse principper er underlagt rimelig netværksforvaltning